# Ágfalva
Ágfalva (németül: Agendorf, Ogndoaf, horvátul: Agendrof) község Győr-Moson-Sopron vármegyében, a Soproni járásban. Lakosságának mintegy 15%-a német nemzetiségű.

## Fekvése
A Soproni-hegység lábánál fekszik Soprontól 4 km-re. 2011. szeptember 25-től ismét van közúti kapcsolata az ausztriai Somfalvával is, de ezt az utat 2015. március 31-től a munkába ingázók Ausztriába irányuló megnövekedett forgalmának elterelése érdekében a somfalvai temetőnél hétköznap 5 és 8 óra, illetve 16 és 19 óra között lezárják.

## Története
Első írásos említése 1194-ből maradt fenn Dag néven. Az Árpád-korban jelentős részben németek lakták. A 13. században a borsmonostori apátság birtoka. Neve 1207-ben Dagendorf, majd 1278-ban Agendorf. Különböző viszályok után Sopron város kezébe került, és 1848-ig Sopron jobbágyfalva volt.
A Sopron földesurasága alá tartozó falvak reformációja a városéval egy időben, az 1550-es években indult.
Az 1832-ben kitört kolerajárvány a településen 92 halálos áldozatot szedett, majd az 1873-ban megismétlődő kolerajárványban újabb 83 agendorfi lakos halt meg.
A 19–20. század fordulóján a község lakossága 1816 fő volt, melyből 1760 német anyanyelvű. A jómódú nemzetiségi településen fejlett háziipar volt, és a paraszti gazdaságok mellett sokan a brennbergbányai bányában is dolgoztak.
Az I. világháború utáni interregnum fontos eseményei az 1921. augusztus 28-i és szeptember 8-i ágfalvi harcok (első ágfalvi összecsapás, második ágfalvi összecsapás), amelyek során a nyugati határszélnek az 1919-es saint-germaini békeszerződés általi Ausztriához csatolása ellen felkelő magyar szabadcsapatok (a Rongyos Gárda) összecsaptak az osztrák csendőrséggel, és azt visszavonulásra kényszerítették.
Az 1921. december 14. és 16. közötti soproni népszavazás eredményeképp Magyarországhoz csatolták, mert bár a népszavazáson Ágfalva lakosságának túlnyomó többsége, 82,21%-a az Ausztriához való csatlakozásra szavazott, a teljes népszavazási területen a többség a Magyarországhoz tartozást támogatta.
A II. világháborút követő időszak tragikus cezúrát hozott a falu életében: Ágfalváról 1537 németet telepítettek ki. Akik addig itt éltek, azok kevés kivétellel eltűntek.
2002-ben az önkormányzat emlékművet állított a soproni népszavazásnak, amit a népszavazás helyi eredményeire való tekintettel a település német nemzetiségi önkormányzat ellenzett.
2006 óta itt tartják a Nemzetközi Ikerfesztivált, aminek aprópóját az adta, hogy a településen 16 kettes és két hármas iker élt korábban.
Ágfalva kapcsolatokat tart fenn a szomszédos, ausztriai Lépesfalva és Somfalva, valamint a németországi Schefflenz településekkel.

## Idegen elnevezései
Ágfalva német neve Agendorf. Horvátul két alak terjedt el: a kópházi horvátok által használt Agendof és a fertőhomoki horvátok által használt Gendof.

## Közélete

### Polgármesterei
- 1990–1994: Bartal József (független)[10]
- 1994–1998: Wágner Géza (független)[11]
- 1998–2002: Wágner Géza (független)[12]
- 2002–2004: Wágner Géza (független)[13]
- 2004–2006: Gaál István (független)[14]
- 2006–2010: Gaál István (független)[15]
- 2010–2014: Gaál István (független)[16]
- 2014–2019: Pék Zsuzsánna (független)[17]
- 2019–2024: Pék Zsuzsánna (független)[18]
- 2024– : Dominek Gábor (független)[1]

A településen 2004. július 18-án időközi polgármester-választást tartottak, az előző polgármester halála miatt.

## Népesség
A település népességének alakulása:
| Lakosok száma | 2125 | 2161 | 2147 | 2418 | 2464 | 2398 | 2404 |
|               | 2013 | 2014 | 2015 | 2021 | 2022 | 2023 | 2024 |

A 2011-es népszámlálás során a lakosok 89,1%-a magyarnak, 17% németnek, 0,6%-a horvátnak, 0,4%-a cigánynak mondta magát (10% nem nyilatkozott; a kettős identitások miatt a végösszeg nagyobb lehet 100%-nál). A vallási megoszlás a következő volt: római katolikus 52,8%, evangélikus 18,1%, felekezeten kívüli 8,3%, református 2,9% (17% nem nyilatkozott).
2022-ben a lakosság 90%-a vallotta magát magyarnak, 11,7% németnek, 0,4% horvátnak, 0,3% cigánynak, 0,2% örménynek, 0,1% románnak, 2,1% egyéb, nem hazai nemzetiségűnek (9,4% nem nyilatkozott; a kettős identitások miatt a végösszeg nagyobb lehet 100%-nál). Vallásuk szerint 38,3% volt római katolikus, 13,4% evangélikus, 3% református, 0,2% görög katolikus, 0,4% egyéb keresztény, 0,6% egyéb katolikus, 7,6% felekezeten kívüli (36,2% nem válaszolt).

## Nevezetességei
- Római katolikus templom (késő barokk)
- Evangélikus templom (késő barokk)